# Roland Joffé
Roland Joffé (Londra, 17 novembre 1945) è un regista inglese.
Ha ottenuto due candidature agli Oscar per Urla del silenzio (1984) e Mission (1986). Con quest'ultimo film ha vinto la Palma d'oro al Festival di Cannes nel 1986.

## Biografia
Joffé è di origini francesi ed ebraiche. Intorno al 1950, il padre di Roland, Mark Joffe, iniziò una relazione con la figlia di Jacob Epstein e Kathleen Garman, Esther Garman, che lo aiutò a crescere Roland. Dopo il suicidio di Esther nel 1954, Roland visse con i suoi genitori. I ritratti di Roland da bambino di Jacob Epstein e del fratello di Esther, Theodore Garman, fanno parte della Garman Ryan Collection alla New Art Gallery Walsall. 
Joffé entra alla Granada Television come apprendista regista nel 1973. Nel 1977, viene chiamato dal produttore Tony Garnett a dirigere diverse produzioni della BBC. I primi due lungometraggi di Joffé negli anni ottanta (Urla del silenzio e Mission) gli valgono ciascuno una nomination all'Oscar come miglior regista. Joffé lavora a stretto contatto con il produttore David Puttnam in ogni film.
Nel 1993 ha prodotto e in parte diretto un adattamento ad alto budget del videogioco Super Mario Bros.. Il suo adattamento del 1995 de La lettera scarlatta è stato un disastro critico e finanziario, mentre il film horror del 2007 Captivity ha suscitato polemiche a causa dei suoi cartelloni pubblicitari, considerati misogini. Ha ricevuto la nomination ai Razzie come peggior regista per entrambi i film.
Nel 2011, con There Be Dragons, il regista suscita nuovamente l'interesse della critica poiché, trattando dell'organizzazione cattolica Opus Dei, riesce a declinare un film sulla fede e il perdono per cui lo stesso Joffé dichiara, in una intervista rilasciata a CBN.com, di provare un forte coinvolgimento emotivo: “Mi sento fortemente in ciò che ci vuole dire come esseri umani". Nel 2013 Joffé ha diretto il film d'avventura epico romantico sui viaggi nel tempo di produzione anglo-indiana, The Lovers.
Per la televisione ha diretto diversi episodi di produzioni britanniche tra il 1973 e il 1980. È tornato a dirigere per il piccolo schermo nel 2002 con un episodio di Undressed , prodotto da MTV (di cui è anche ideatore); in seguito ha diretto la serie Texas Rising (prodotta da History Channel) e ha diretto la mini serie di produzione americana Sun Records nel 2017.

## Vita privata
Dal 1974 al 1980, Joffé è stato sposato con l'attrice Jane Lapotaire; hanno un figlio, sceneggiatore e regista, Rowan Joffé (nato nel 1973). Successivamente, ha avuto una lunga relazione con l'attrice Cherie Lunghi; hanno una figlia, l'attrice Nathalie Lunghi (nata nel 1986). Joffé è un membro del consiglio dell'organizzazione no-profit Operation USA. È stato il testimonial ufficiale della Coppa del mondo di pallavolo 2011 in Cambogia tenutasi dal 23 al 29 luglio allo Stadio Olimpico Nazionale di Phnom Penh.
Roland Joffé vive sull'isola di Malta ed è un membro attivo del team che organizza il Valletta Film Festival.

## Filmografia

### Regista

#### Cinema
- Urla del silenzio (The Killing Fields) (1984)
- Mission (The Mission) (1986)
- L'ombra di mille soli (Fat Man and Little Boy-Shadow Makers) (1989)
- La città della gioia (City of Joy) (1992)
- La lettera scarlatta (The Scarlet Letter) (1995)
- Goodbye Lover (1999)
- Vatel (2000)
- Captivity (2007)
- You and I (2011)
- There Be Dragons - Un santo nella tempesta (There Be Dragons) (2011)
- The Lovers (2013)
- Condannato a combattere - The Forgiven (The Forgiven) (2017)

#### Televisione
- Texas Rising – miniserie TV, 5 episodi (2015)
- Desideri proibiti (2019) - film TV

### Produttore
- Super Mario Bros. (1993)
- There Be Dragons - Un santo nella tempesta (There Be Dragons) (2011)
- Condannato a combattere - The Forgiven (The Forgiven) (2017)

### Sceneggiatore
- L'ombra di mille soli (Fat Man and Little Boy-Shadow Makers) (1989)
- There Be Dragons - Un santo nella tempesta (There Be Dragons) (2011)
- The Lovers (2013)
- Condannato a combattere - The Forgiven (The Forgiven) (2017)

## Premi e riconoscimenti
Premio Oscar 
 Candidatura al miglior regista 
- 1985: Urla del silenzio (The Killing Fields)
- 1987: Mission (The Mission)

 Golden Globe 
Candidatura al miglior regista
- 1985: Urla del silenzio (The Killing Fields)
- 1987: Mission (The Mission)

 Festival di Cannes 
Palma d'oro al miglior film
- 1986: Mission (The Mission)

 British Academy of Film and Television Arts 
Candidatura al miglior regista
- 1985: Urla del silenzio (The Killing Fields)
- 1987: Mission (The Mission)

Candidatura al miglior film
- 1987: Mission (The Mission)

 Festival internazionale del cinema di Berlino 
Candidatura all’Orso d’oro
- 1990: L'ombra di mille soli (Fat Man and Little Boy-Shadow Makers)

 Razzie Awards 
Candidatura al peggior film
- 1996: La lettera scarlatta (The Scarlet Letter)

Candidatura al peggior regista
- 1996: La lettera scarlatta (The Scarlet Letter)
- 2008: Captivity

Premio al peggior prequel, remake o sequel
- 1996: La lettera scarlatta (The Scarlet Letter)

## Letture
- A Saint is born: intervista con Roland Joffé, The Free Library, 2011, The Rockford Institute
- Roland Joffé: vivere qui la mia nuova Mission, Luca Farinotti, Agorà, Avvenire, 6 gennaio 2022
- I try to take the audience to an emotional place, Film Talk, 31 luglio 2017
- Il mio San Escrivà tra fede e storia, Emanuela Genovese, Opusdei.org, 22 marzo 2011